# 科里·史耐德
科里·史耐德（英語：James Cory Snyder，1962年11月11日—）為美國棒球運動員，選手時期守備位置為右外野手，1986年至1994年為美國職棒大聯盟球員，先後效力克里夫蘭印地安人、芝加哥白襪、多倫多藍鳥、舊金山巨人與洛杉磯道奇，大聯盟總薪資570萬美元，以強大的臂力聞名。退休後史耐德轉任教練，曾於2017年至2018年擔任中華職棒中信兄弟總教練。

## 生平
史耐德成長於美國加州聖塔克拉利塔峽谷區，小時為洛杉磯道奇球迷，其父也是棒球選手，曾在密爾瓦基勇士擔任三年投手，後因傷退役。史耐德於6、7歲時開始打棒球，8歲加入少年棒球聯盟，後畢業於峽谷高中。

### 球員生涯

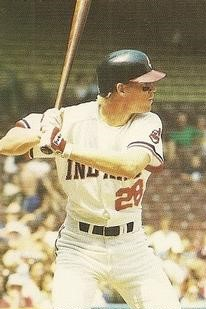
克里夫蘭印地安人時期的史耐德，攝於1987年

大學時期史耐德就讀楊百翰大學，加入該校的美洲獅隊，首場比賽的前三個打數均打出全壘打，獲選該年度（1982年）的最佳新人。1983年史耐德代表鱈魚角棒球聯盟（屬学院夏季棒球联盟）的哈維奇水手隊出賽，該季打擊率0.321，共打出22支全壘打（其中4支為連續打數），打破聯盟紀錄，獲選聯盟傑出新秀，並於2003年入選鱈魚角棒球聯盟名人堂。1983年史耐德代表美國隊參加在委內瑞拉舉辦的泛美運動會，該年度美國隊獲得銅牌。
1984年史耐德搬至卡馬里奧，同年4月參與大聯盟選秀，被克里夫蘭印地安人以第一輪第四順位選進，同年參與洛杉磯奧運，該屆奧運中美國隊獲得銀牌。
1986年5月在一場對緬因嚮導隊的比賽中，史耐德在被三振出局後憤而將球棒往本壘後方的圍欄扔，球棒飛過圍欄打傷觀眾席第一排的兩名女性球迷，其中一人（26歲）的鼻子被打傷，另一人（61歲）則因口腔破裂而入院縫了十餘針，兩人提告向史耐德與克里夫蘭印地安人求償，最終法官宣判史耐德刑事部分無罪，民事部分則需賠償。6月史耐德被提升至大聯盟，當年在美國職棒大聯盟年度最佳新人獎票選中排名第四。1987年他與隊友喬·卡特一起成為體育週刊《運動畫刊》的封面人物。
1989年史耐德因飛撲救球而發生背傷，因而在後來的賽季表現不佳，與球團關係惡化。1990年12月4日克里夫蘭印地安人將史耐德交易給芝加哥白襪隊，後者給予其年薪80萬美元（加薪10萬美元），但白襪隊教練沃尔特·赫里纳克希望他改變打擊風格，史耐德則認為自己原有的風格較佳，同時因上場時間受限而與球隊經理傑夫·托爾伯格不合，1991年7月白襪隊又將史耐德交易給了多倫多藍鳥。1992年3月藍鳥隊將史耐德釋出，舊金山巨人與他簽約，該年6月他獲選國聯單月表現最佳球員，12月他與洛杉磯道奇簽下兩年年薪150萬美元的合約。1994年－1995年大聯盟罷工後史耐德自大聯盟退休。1995年3月他與聖地牙哥教士簽約，加入其下小聯盟（太平洋岸聯盟）的拉斯維加斯之星。1997年史耐德參加聖路易紅雀的春訓，但未能重返大聯盟。
史耐德曾於1993年球季隨洛杉磯道奇隊訪問台灣，與中華職棒三支聯隊進行國際邀請賽，為當時主力球員。

### 教練生涯

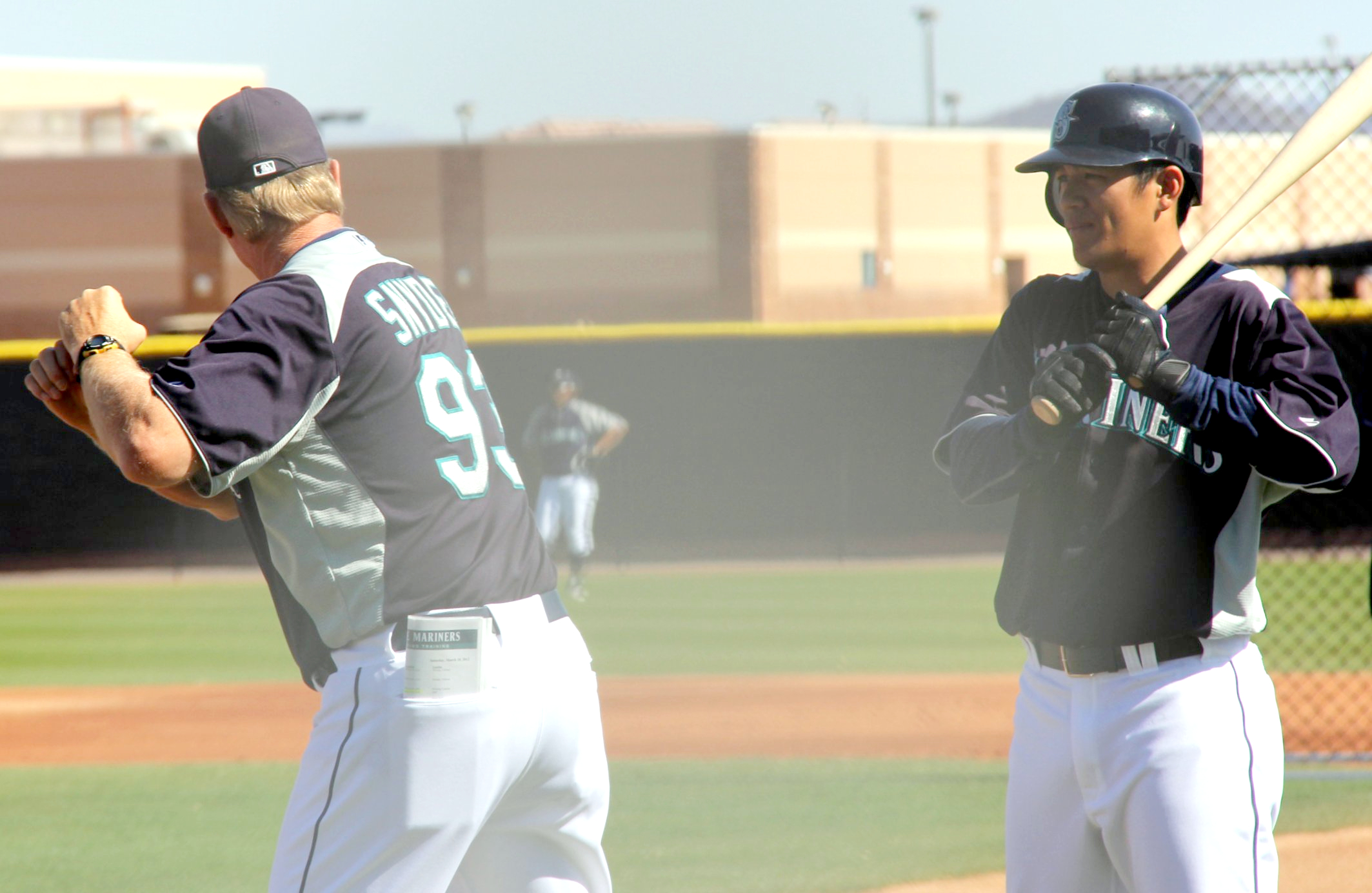
史奈德與蔣智賢於2012年西雅圖水手春訓

1998年史耐德開始擔任教練，在加州拉古納希爾斯住家教附近小孩打球，並開設體育用品店。2001年12月在猶他州林頓開設棒球訓練場。
2006年3月史耐德獲邀至克里夫蘭印地安人的小聯盟協助訓練球員十天。2007年至2009年他擔任聖喬治走鵑隊（屬獨立聯盟黃金棒球聯盟）的總教練，2008年同時擔任聖地牙哥衝浪犬隊的總教練；2010年擔任茂宜勇士隊（屬獨立聯盟北美棒球聯盟）總教練。後來史耐德加入西雅圖水手的教練團，2011年至2013年擔任其下小聯盟球隊傑克森將軍隊教練，2014年至2015年擔任另一小聯盟球隊塔科馬雨人隊教練。2016年史耐德至墨西哥聯盟擔任普埃布拉鸚鵡隊總教練，帶領球隊擊敗提華納公牛隊，奪下該年總冠軍。
2017年，史耐德加盟中華職棒中信兄弟擔任總教練工作，在下半季球隊戰績不佳時，更獲球隊對於其重紀律、執教有組織帶兵風格的肯定，續約至2018年底，而該年中信兄弟在季後挑戰賽系列賽擊敗統一7-ELEVEn獅，晉級該年總冠軍賽，成為中華職棒總冠軍賽第一位美籍總教練。史耐德任教期間根據對手的擊球落點比例高低，調整野手守備站位，使守備布陣成為顯學；另外由於史耐德認為兄弟隊的後援投手為較脆弱一環，比賽狀況大多發生在第7、8局，為搶救球隊戰績，他於五月份將短期賽常用的「假先發」策略應用在中華職棒例行賽中，也就是讓後援投手做為開局投手先登場投約兩局，之後再由表定輪值的先發投手上場投球。2018年9月18日，因猶他州老家被森林大火波及，史耐德向球團告假暫時返美處理家務，總教練一職由投手教練斯科特·伯納代理至季末。同年10月25日，中信兄弟球團宣布不與史耐德續約。
2019年2月史奈德擔任小聯盟球隊歐仁貓頭鷹的公關部主任。2022年2月起任北科羅拉多貓頭鶯隊（屬獨立聯盟先鋒聯盟）總教練。

## 個人生活
史奈德與妻子蒂娜於1985年結婚，兩人育有6名子女（Ashley、Amberley、JC、Taylor、Aubrey與Autumn），全家為耶穌基督後期聖徒教會教徒，因而滴酒不沾，1991年史耐德曾任教會形象廣告的代言人。
史耐德的其中一個女兒安波莉·史耐德是職業繞桶馬術選手，2010年因發生車禍而癱瘓，時年19歲，後逐漸康復而重返賽場。電影《競夢牛仔》即是以其復健歷程為主題的傳記片，片中貝里·蔡斯飾演科里·史耐德。
2020年史耐德曾在猶他州林頓的現代汽車擔任汽車銷售員。
除棒球外，史耐德也是業餘的高爾夫球手。

## 經歷

### 選手時期
- 美國職棒克里夫蘭印地安人隊（1985年－1991年）
- 美國職棒芝加哥白襪隊（1991年）
- 美國職棒多倫多藍鳥隊（1991年）
- 美國職棒舊金山巨人隊（1992年）
- 美國職棒洛杉磯道奇隊（1993年－1994年）
- 美國職棒波士頓紅襪隊（1995年，沒上過大聯盟）
- 美國職棒聖地牙哥教士隊（1995年，沒上過大聯盟）

### 教練時期
- 美國職棒獨立聯盟聖喬治走鵑隊（英语：St. George Roadrunners）總教練（2007年－2009年）
- 美國職棒獨立聯盟茂宜勇士隊（英语：Na Koa Ikaika Maui）總教練（2010年）
- 美國職棒西雅圖水手隊小聯盟傑克森將軍隊（英语：Jackson Generals）（2A）打擊教練（2011年－2012年）
- 美國職棒西雅圖水手隊小聯盟塔科馬雨人隊（英语：Tacoma Rainiers）（3A）打擊教練（2014年－2015年）
- 墨西哥聯盟普埃布拉鸚鵡隊（英语：Pericos de Puebla）打擊教練、總教練（2016年）
- 中華職棒中信兄弟隊總教練（2017年－2018年10月）
- 美國職棒獨立聯盟北科羅拉多貓頭鶯隊（英语：Northern Colorado Owlz）總教練（2022年－）

## 職棒生涯紀錄

### 球員時期（MLB）
| 年度 | 球隊             | 出賽 | 打數 | 安打 | 全壘打 | 打點 | 盜壘 | 四死球 | 三振 | 壘打數 | 雙殺打 | 打擊率 | 上壘率 | 長打率 | OPS   |
| ---- | ---------------- | ---- | ---- | ---- | ------ | ---- | ---- | ------ | ---- | ------ | ------ | ------ | ------ | ------ | ----- |
| 1986 | 克里夫蘭印地安人 | 103  | 416  | 113  | 24     | 69   | 2    | 16     | 123  | 208    | 8      | 0.272  | 0.299  | 0.500  | 0.799 |
| 1987 | 克里夫蘭印地安人 | 157  | 577  | 136  | 33     | 82   | 5    | 36     | 166  | 263    | 3      | 0.236  | 0.273  | 0.456  | 0.729 |
| 1988 | 克里夫蘭印地安人 | 142  | 511  | 139  | 26     | 75   | 5    | 50     | 101  | 247    | 12     | 0.272  | 0.326  | 0.483  | 0.810 |
| 1989 | 克里夫蘭印地安人 | 132  | 489  | 105  | 18     | 59   | 6    | 26     | 134  | 176    | 11     | 0.215  | 0.251  | 0.360  | 0.611 |
| 1990 | 克里夫蘭印地安人 | 123  | 438  | 102  | 14     | 55   | 1    | 26     | 118  | 177    | 11     | 0.233  | 0.268  | 0.404  | 0.672 |
| 1991 | 芝加哥白襪       | 50   | 117  | 22   | 3      | 11   | 0    | 7      | 41   | 35     | 5      | 0.188  | 0.228  | 0.299  | 0.527 |
| 1991 | 多倫多藍鳥       | 21   | 49   | 7    | 0      | 6    | 0    | 3      | 19   | 9      | 1      | 0.143  | 0.189  | 0.184  | 0.372 |
| 1992 | 舊金山巨人       | 124  | 390  | 105  | 14     | 57   | 4    | 27     | 96   | 173    | 10     | 0.269  | 0.311  | 0.444  | 0.755 |
| 1993 | 洛杉磯道奇       | 143  | 516  | 137  | 11     | 56   | 4    | 54     | 147  | 205    | 8      | 0.266  | 0.331  | 0.397  | 0.728 |
| 1994 | 洛杉磯道奇       | 73   | 153  | 36   | 6      | 18   | 1    | 19     | 47   | 60     | 5      | 0.235  | 0.300  | 0.392  | 0.692 |
| 合計 | 9年              | 1068 | 3656 | 902  | 149    | 488  | 28   | 264    | 992  | 1553   | 74     | 0.247  | 0.291  | 0.425  | 0.716 |

#### 特殊紀錄
- 1987年5月21日效力克里夫蘭印地安人隊，面對明尼蘇達雙城隊首次擊出單場三次全壘打（三響砲）；1994年4月17日效力洛杉磯道奇隊，面對匹茲堡海盜隊再次擊出單場三響砲[47]，在美國聯盟、國家聯盟皆有單場三響砲的表現，為史上第六人[48]。

### 總教練時期（CPBL）
| 年度 | 球隊     | 出賽 | 勝場 | 敗場 | 和場 | 勝率  | 勝差 | 備註                                                |
| 2017 | 中信兄弟 | 120  | 53   | 64   | 3    | 0.453 | 24.0 | 季後賽（3-1勝統一獅） 總冠軍賽（1-4敗Lamigo桃猿）   |
| 2018 | 中信兄弟 | 102  | 42   | 60   | 1    | 0.412 | 19.0 | 5月25日比賽因就醫檢查由丘昌榮代理，季末則由伯納代理 |
| 合計 | 2年      | 223  | 95   | 124  | 4    | 0.434 |      |                                                     |

## 外部連結
- 球員資訊和成績在Baseball-Reference，Baseball-Reference (Minors)（英文）
- 科里·史耐德在台灣棒球維基館上的頁面（繁體中文）
- 科里·史耐德的Instagram帳戶

| 前任： 菲利斯·荷塞 | 國聯單月表現最佳球員 1992年6月               | 繼任： 布莱特·巴特勒 |
| 前任： 吳復連      | 中信兄弟總教練 2016年12月23日－2018年9月16日 | 繼任： 斯科特·伯納   |